# مجید عباس‌پور
مجید عباس‌پور تهرانی‌فرد (متولد ۱۳۳۰) پژوهشگر ایرانی و استاد دانشکده مکانیک دانشگاه صنعتی شریف است.

## زندگی
عباس‌پور دوره کارشناسی را در دانشگاه شریف گذراند و در سال ۱۳۵۵ مدرک فوق‌لیسانس را در رشته انرژی از دانشگاه MIT گرفت. او با شرکت در دوره مشترک دانشگاه‌های MIT و هاروارد در سال ۱۳۵۶ مدرک M.E. را در حوزهٔ سیستم‌های مدیریت منابع آب در سال ۵۶ اخذ کرد و در سال ۱۳۵۹ موفق به گرفتن مدرک دکتری در رشته مهندسی سیستم‌های محیط از دانشگاه کرنل شد.
او برادر حسن عباس‌پور و علی عباس‌پور است.

## افتخارات
او برای نگارش دو کتاب مهندسی محیط زیست و نیروگاه‌های آبی دو بار برندهٔ کتاب سال ایران شد.
همچنین او از بنیانگذاران انجمن متخصصان محیط زیست ایران است، انجمن متخصصان محیط زیست ایران برگزار کننده همایش های علمی معتبری همچون همایش های ملی منطقه ای محیط زیست و همایش علمی علوم و فناوری های پیشرفته در انرژی، آب و محیط زیست است. 